# Majie (ort i Kina)
Majie (kinesiska: 马街) är en ort i Kina. Den ligger i provinsen Yunnan, i den sydvästra delen av landet, nära eller i provinshuvudstaden Kunming. Antalet invånare är 131 696. Den ligger vid sjöarna  Dian Chi och Dianchi.
Runt Majie är det tätbefolkat, med 881 invånare per kvadratkilometer. Närmaste större samhälle är Kunming, 8,1 km öster om Majie. I omgivningarna runt Majie växer i huvudsak blandskog.
Genomsnittlig årsnederbörd är 1 483 millimeter. Den regnigaste månaden är juni, med i genomsnitt 199 mm nederbörd, och den torraste är december, med 61 mm nederbörd.